# 东塔山塔
东塔山塔位于中国辽宁省阜新市阜新蒙古族自治县红帽子乡西塔山村，是一座辽代砖塔，2003年被列为辽宁省文物保护单位，2013年被列为第七批全国重点文物保护单位。
东塔山塔由地宫、基座和塔身三部分组成，平面八角，高度约24.4米。基座为须弥座，总高6.11米，边长4.78米。塔身空心，密檐式，共十一级。